# Zalesie (Limanowa)
Pour les articles homonymes, voir Zalesie.
Zalesie est une localité polonaise de la gmina de Kamienica, située dans le powiat de Limanowa en voïvodie de Petite-Pologne.